# Robert Sedláček
Robert Sedláček (* 7. června 1973 Zlín) je český režisér a scenárista dokumentárních i hraných filmů.

## Život
Nejdříve pracoval jako novinář, například jako regionální zpravodaj České televize. Poté vystudoval dokumentární tvorbu na Filmové a televizní fakultě Akademie múzických umění v Praze.

## Tvorba

### Dokumentární tvorba
Za začátku své režijní činnosti se věnoval především tvorbě televizních dokumentárních filmů. Věnuje se i politickým dokumentům a v roce 2007 natočil pro Českou televizi Brno dokument Miloš Zeman – nekrolog politika a oslava Vysočiny.

### Hrané filmy
V roce 2006 natočil svůj první celovečerní film Pravidla lži, částečně přepracovaný ze svého tehdy tři roky starého dokumentu Dlouhá kocovina. Pravidla lži je film z prostředí terapeutické komunity; za scénář získal Českého lva. Druhý celovečerní film Muži v říji natočil pro Českou televizi Brno v roce 2009. Dále v roce 2011 napsal a režíroval film Rodina je základ státu o bývalém bankovním manažerovi prchajícím před policií. V pozdější tvorbě uspěl mimo jiné s historickým filmem Jan Palach (2018) a politickým thrillerem Promlčeno (2022) s Karlem Rodenem v hlavní roli.

### Seriály
Nejvíce na sebe však upozornil prací pro Českou televizi, zejména svým historickým dokumentárním seriálem České století (2014) pojednávajícím o pozadí významných dějinných událostí od zahájení první světové války až po vznik samostatné České republiky. V roce 2017 byla uvedena série Bohéma, která se vrací do doby největší slávy českého filmového průmyslu v 30. letech 20. století.

## Kontroverze
Miloš Zeman, již jako prezident, mu 28. října 2014 udělil medaili Za zásluhy I. stupně. Tu si Sedláček nechal připnout na fleecovou mikinu. Činitelé hradního protokolu byli kritizováni, že Sedláčka na předávání státních vyznamenání do Vladislavského sálu vůbec vpustili, nebo nevyžadovali, aby se s vynaložením nevelkého úsilí oblékl podle pravidel etikety.

## Filmografie
- Skinheads, 1997
- České porno, 1997
- Moravská apokalypsa, 1997
- Sibiř na konci tisíciletí, 1998
- Východ, 1998
- František Čuba: slušovický zázrak, 1999
- trilogie Tenkrát, 1999, 2000, 2002
- Bělorusko ve Stalinově stínu, 2000
- Sága Romů, 2001
- Lesk a bída země české
- Karel Svoboda pohledem Roberta Sedláčka, 2001
- Pravidla lži, 2006
- Cesta k moci, 2006
- Miloš Zeman – nekrolog politika a oslava Vysočiny, 2007 [4]
- Příběhy domů: Pohled kláštera, 2007 [5]
- Štíty království českého, 2007
- V hlavní roli Gustáv Husák, 2008, spoluautor Michal Kubal [6]
- Muži v říji, 2009
- Největší z Čechů, 2010
- Rodina je základ státu, 2011
- Heydrich – konečné řešení (televizní dokumentární seriál)
- Sráči (pracovní název Krysy)
- Ženy, které nenávidí muže (televizní film, 2013)
- České století (televizní seriál)
- Život a doba soudce A. K. (televizní seriál, 2013–2014)
- Dědictví aneb Kurvaseneříká  (2014)
- Pálava  (pilotní díl seriálu, 2016)
- Bohéma (televizní seriál, 2017)
- Sever (televizní seriál, 2018)
- Jan Palach, 2018
- Promlčeno, 2022[1]
- Řekni to psem, 2022
- Fagus, 2022